# روبرت ماتوسیان
روبرت ساموئلی ماتوسیان (ارمنی: Ռոբերտ Սամվելի Մաթոսյան؛  ۱۱ نوامبر ۱۹۴۵) یک مطالعات فیلم، روزنامه‌نگاری اعتقادی، فیلم‌نامه‌نویس اهل ارمنستان است. وی از سال میلادی تاکنون مشغول فعالیت بوده است.

## زندگی‌نامه
وی در در اسپیتاک به دنیا آمد و از دانشگاه دولتی ایروان (۱۹۶۸) فارغ‌التحصیل شد. وی در اتحادیه فیلمسازان ارمنستان و اتحادیه سینماگران ارمنستان فعالیت کرده است. وی همچنین برندهٔ جوایزی همچون چهره فرهنگی شایسته جمهوری ارمنستان و مدال موسس خورناتسی شده است.